# Taveta (Kenya)
Taveta är en stad i distriktet Taita-Taveta i provinsen Kustprovinsen i Kenya. Centralorten hade 17 465 invånare vid folkräkningen 2009, med totalt 67 505 invånare inom hela stadsgränsen.